# Hyadesia tumida
Hyadesia tumida is een mijtensoort uit de familie van de Hyadesiidae. De wetenschappelijke naam van de soort is voor het eerst geldig gepubliceerd in 1961 door Benard.